# Ronde van Midden-Nederland
A Rone van Midden-Nederland é uma competição de ciclismo disputada ao redor da província de Utrecht nos Países Baixos. Foi criada em 1948 e faz parte do UCI Europe Tour desde 2010 em categoria 1.2. Entre 2015 e 2017, fez parte da categoria 2.2 ao disputar-se em duas etapas.

## Palmarés
| Ano       | Ganhador               | Segundo                | Terceiro               |
| --------- | ---------------------- | ---------------------- | ---------------------- |
| 1948      | Gerrit Voorting        | Frans Vos              | Kees Koot              |
| 1949      | Lode Wouters           | Joseph Marien          | Jan Lagrouw            |
| 1950      | Hein van Breenen       | Cor Witteveen          | Wim Snijders           |
| 1951      | Hein van Breenen       | Jan van Dijk           | Ed Koeman              |
| 1952      | Adri Voorting          | Arend van 't Hof       | Wim Snijders           |
| 1953      | Rik Van Looy           | Gijs Pauw              | Piet Schollen          |
| 1954      | Krijn Pós              | J. Looyen              | Daan de Groot          |
| 1955      | Piet Steenvoorden      | David Janbroers        | Schalk Verhoef         |
| 1956      | Piet de Jongh          | Jan Buis               | Harry Ehlen            |
| 1957      | Gijs Pauw              | Gerard Vergoossen      | Ben Teunisse           |
| 1958      | René Lotz              | Piet Steenvoorden      | Frans Vandenbussche    |
| 1959      | Não disputada          | Não disputada          | Não disputada          |
| 1960      | Jan Janssen            | Lex van Kreuningen     | Gerard Wesseling       |
| 1961      | Henk Nijdam            | Cees Lute              | Jan Janssen            |
| 1962-1966 | Não disputada          | Não disputada          | Não disputada          |
| 1966      | Leen de Groot          | John Meijer            |                        |
| 1967      | Não disputada          | Não disputada          | Não disputada          |
| 1968      | Daan Holst             | Frits Hoogerheide      | Rink Cornelisse        |
| 1969      | Henk Benjamins         | Cor Leunis             | Henk Nieuwkamp         |
| 1970      | Gert Harings           | Wim Bravenboer         | Wil Luppers            |
| 1971      | Jan Hordijk            | Jan Spetgens           | Fons van Katwijk       |
| 1972      | Aad van den Hoek       | Arie Hassink           | Klaas Balk             |
| 1973      | Jan Raas               | Wim de Waal            | Piet Kuys              |
| 1974      | Adri van Houwelingen   | Piet van der Kruijs    | Ton ter Harmsel        |
| 1975      | Michel Jacobs          | Adri van Houwelingen   | Wim Pater              |
| 1976      | Hans Koot              | Jan Bakker             | Gerrie van Gerwen      |
| 1977      | Piet van Leeuwen       | Henk Mutsaars          | Frits Schur            |
| 1978      | Frits Pirard           | Frits Schur            | Ad Tak                 |
| 1979      | Jos Lammertink         | Ad Wijnands            | Peter Damen            |
| 1980      | Jacques Hanegraaf      | Jannes Slendebroek     | Frank Moons            |
| 1981      | Piet Kuys              | Peter Damen            | Arie Hassink           |
| 1982      | Joop Ribbers           | Rum Smit               | Roy Lemmens            |
| 1983      | Jack van der Toorn     | Cor van Bijnen         | Michel van Wezel       |
| 1984      | Nico van de Klundert   | Mathieu Dohmen         | Richard Beumer         |
| 1985      | Piet Pompstra          | Jurrien Schuitema      | Frank Rijkhoff         |
| 1986      | John van den Akker     | Frank Kersten          | Rik Rutgers            |
| 1987      | Johnny Broers          | Tonnie Teuben          | Gerard Moehlmann       |
| 1988      | Louis de Koning        | Richard Mulder         | Dick van Dalen         |
| 1989      | Mario Gutte            | Marc Faas              | Rudi Kemna             |
| 1990      | Rober van de Vin       | Antoine Goense         | Patrick Eyk            |
| 1991      | Godert de Leeuw        | Marcel van der Vliet   | Jeroen Blijlevens      |
| 1992      | Jan de Leeuw           | Arno Ottevanger        | Raymond Thebes         |
| 1993      | Godert de Leeuw        | Michael van der Wolf   | Arjan Vinke            |
| 1994      | Jonas Romanovas        | Remigius Lupeikis      | Stanislav Nefedov      |
| 1995      | Não disputada          | Não disputada          | Não disputada          |
| 1996      | Robert van der Donk    | William Berns          | Sander Hup             |
| 1997      | Erik Bos               | Jacco Konijn           | Lars Christiaanse      |
| 1998      | Anulada por tempestade | Anulada por tempestade | Anulada por tempestade |
| 1999      | Peter Voshol           | Marcel Alma            | Herman Fledderus       |
| 2000      | Albert Schurer         | Bert van der Kaap      | David Veenendaal       |
| 2001      | Não disputada          | Não disputada          | Não disputada          |
| 2002      | Sander Lormans         | Marcel Beima           | Maint Berkenbosch      |
| 2003      | Marvin van der Pluijm  | Pascal Hermes          | Fulco van Gulik        |
| 2004      | Angelo van Melis       | Jeroen Boelen          | Paul van Schalen       |
| 2005      | Wim Stroetinga         | Arno Wallaard          | Fulco van Gulik        |
| 2006      | Niki Terpstra          | Jos Pronk              | Paul van Schalen       |
| 2007      | Marco Bos              | Reinier Honig          | Lars Jun               |
| 2008      | Jan Bos                | Hans Bloks             | Ger Soepenberg         |
| 2009      | Jeroen Boelen          | Peter Schep            | Marco Bos              |
| 2010      | Wesley Kreder          | Jarno Gmelich Meijling | Michael Schweizer      |
| 2011      | Wim Stroetinga         | Marco Zanotti          | Michael Schweizer      |
| 2012      | Ivar Slik              | Jacob Fiedler          | Jim van den Berg       |
| 2013      | Sebastian Forke        | Maarten van Trijp      | Michael Schweizer      |
| 2014      | Wim Stroetinga         | Eduard-Michael Grosu   | André Looij            |
| 2015      | Olivier Pardini        | Gaetan Bille           | Christophe Premont     |
| 2016      | Christopher Opie       | Karol Domagalski       | Peter Williams         |
| 2017      | Kamil Gradek           | Steele Von Hoff        | Tom Baylis             |
| 2018      | Casper von Folsach     | Maarten van Trijp      | Rasmus Bøgh Wallin     |

## Palmarés por países
| País          | Vitórias |
| ------------- | -------- |
| Países Baixos | 54       |
| Bélgica       | 3        |
| Lituânia      | 1        |
| Alemanha      | 1        |
| Reino Unido   | 1        |
| Polónia       | 1        |
| Dinamarca     | 1        |